# 256ª Squadriglia
La 256ª Squadriglia fu un reparto attivo nel Servizio Aeronautico della Regia Marina nel corso della prima guerra mondiale.

## Storia

### Prima guerra mondiale
L'unità viene creata il 1º luglio 1917 ad Otranto dalla Squadriglia Idrovolanti della locale Stazione nata nel marzo 1917 con 6 Macchi L.3, comandata dal sottotenente di macchina Ivo Monti ed il 2 luglio un Macchi L.3 al rientro si rovescia nell'ammaraggio per il mare mosso.
Il 1º settembre il reparto dispone di 6 piloti, un osservatore e 6 L.3 e verso la fine dell'anno transita su FBA Type H.
Il 1º gennaio 1918 il comando è passato al Tenente di Vascello Francesco De Pinedo che dispone di altri 4 piloti e 4 osservatori ed 11 FBA di cui 7 operativi.
Il 9 gennaio bombardano il porto ed i magazzini di Lissa (isola) e nei primi mesi dell'anno arrivano alcuni idrocaccia Macchi M.5.
Il 20 aprile il nuovo comandante Ten. di Vascello Carlo Daviso di Charvensod ha un incidente sulla scogliera della Stazione con l'M.5.
Il 28 giugno l'FBA del Sottotenente di Vascello Pasquale Pezzuto e del motorista Ernesto Campanelli si distrugge in un incidente ma l'equipaggio rimane illeso.
Il 1º settembre il nuovo comandante è il Ten. di Vascello Federico Martinengo che dispone di 10 FBA, 10 M.5, altri 14 piloti e 3 osservatori.
Il 2 settembre 4 idro spostati a Valona bombardano insieme agli idro locali il Monastero di Ardenica.

### Il dopoguerra
Il 1º febbraio 1938 era sull'Aeroporto di Bologna-Borgo Panigale nel 108º Gruppo del 36º Stormo ed aveva in dotazione i trimotori da bombardamento Savoia-Marchetti SM.79 e Savoia-Marchetti SM.81.

### Seconda guerra mondiale
Al 10 giugno 1940 era dislocato sull'Aeroporto di Castelvetrano nel 108º Gruppo del 36º Stormo Bombardieri con 8 S.M.79.
All'8 settembre 1943 era nel 108º Gruppo Autonomo Aerosiluranti dell'Aeroporto di Pisa-San Giusto con 2 SM 79 della 3ª Squadra aerea.